# Przestrzeń liniowa

Przestrzeń liniowa to zbiór elementów – zwanych wektorami – które mogą być dodawane i skalowane.

Mechanika kwantowa korzysta z przestrzeni Hilberta – jednej z odmian przestrzeni liniowych

Przestrzeń liniowa, przestrzeń wektorowa – rodzaj struktury algebraicznej złożonej z dwóch zbiorów oraz dwóch działań: wewnętrznego i zewnętrznego. Elementy tych zbiorów są nazywane wektorami i skalarami, a działania to dodawanie wektorów i skalowanie ich, czyli mnożenie przez skalary. Działania te muszą przy tym spełniać pewne aksjomaty, wymienione niżej (patrz Definicja). Formalnie przestrzeń liniowa to krotka opisująca moduł nad ciałem, zwykle liczbowym, przez co jest to rodzaj grupy przemiennej wzbogaconej o dodatkowy zbiór skalarów i działanie mnożenia przez te elementy. Przestrzenie wektorowe to podstawowy obiekt badań algebry liniowej, definiujący tę dziedzinę.
Struktura ta jest dalekim uogólnieniem przestrzeni euklidesowych lub ściślej: kartezjańskich, znanych z geometrii; właściwości wektorów dwu- i trójwymiarowych stanowią intuicyjny model bardziej abstrakcyjnych odpowiedników. Aksjomatyczną definicję przestrzeni wektorowej spełniają nie tylko skończone ciągi liczb rzeczywistych, ale też odpowiadające im wielomiany ustalonego stopnia o współczynnikach rzeczywistych, macierze ustalonego wymiaru, ciągi nieskończone, funkcje rzeczywiste, operatory różniczkowe i inne obiekty, w tym różne zbiory liczbowe.
Przestrzenie liniowe są przez to wspólnym językiem różnych dziedzin matematyki jak teoria liczb, geometria, algebra i analiza; są m.in. fundamentem analizy funkcjonalnej, a przez to narzędziem XX-wiecznej teorii równań różniczkowych, rachunku wariacyjnego, analizy harmonicznej i fizyki matematycznej. Znajdują zastosowanie w różnych naukach ścisłych i technicznych, w tym mechanice kwantowej i kryptologii. Sformalizowano je na przełomie XIX i XX wieku, w czym mieli udział Hermann Grassmann, Giuseppe Peano, Hermann Weyl i inni.

## Definicja
Niech {\displaystyle (K,+,\cdot )} będzie ciałem (np. ciałem liczb rzeczywistych {\displaystyle K\equiv R} lub liczb zespolonych {\displaystyle K\equiv C}).
Ciało to nazywa się ciałem skalarów, elementy ciała nazywa się skalarami.
Definicja:
Przestrzenią liniową (wektorową) nad ciałem {\displaystyle K} nazywa się zbiór {\displaystyle V} z określonymi w nim dwoma działaniami dwuargumentowymi:
(1) dodawanie wektorów: działanie z iloczynu kartezjańskiego zbioru {\displaystyle V} na zbiór {\displaystyle V,} {\displaystyle +:V\times V\to V,} które dowolnym wektorom {\displaystyle \mathbf {v} ,\mathbf {w} \in V} przyporządkowuje pewien wektor {\displaystyle u\in V,} nazywany sumą wektorów {\displaystyle \mathbf {v} ,\mathbf {w} ,} co symbolicznie zapisuje się w postaci
{\displaystyle \mathbf {u} =\mathbf {v} +\mathbf {w} }
(2) mnożenie przez skalar: działanie z iloczynu kartezjańskiego zbioru {\displaystyle V} i ciała {\displaystyle K,} {\displaystyle K\times V\to V,} które dowolnemu wektorowi {\displaystyle \mathbf {v} \in V} i dowolnej liczbie {\displaystyle a\in K} przyporządkowuje pewien wektor {\displaystyle u\in V,} co symbolicznie zapisuje się w postaci
{\displaystyle \mathbf {u} =a\,\mathbf {v} }
przy czym działania te spełniają poniższe aksjomaty:
1. Dodawanie wektorów jest łączne, tj. dla dowolnych {\displaystyle \mathbf {u} ,\mathbf {v} ,\mathbf {w} \in V} jest

{\displaystyle \mathbf {u} {\boldsymbol {+}}(\mathbf {v} {\boldsymbol {+}}\mathbf {w} )=(\mathbf {u} {\boldsymbol {+}}\mathbf {v} ){\boldsymbol {+}}\mathbf {w} .}
2. Dodawanie wektorów jest przemienne, tj. dla dowolnych {\displaystyle \mathbf {v} ,\mathbf {w} \in V} jest

{\displaystyle \mathbf {v} {\boldsymbol {+}}\mathbf {w} =\mathbf {w} {\boldsymbol {+}}\mathbf {v} .}
3. Dodawanie wektorów ma element neutralny, tj. istnieje taki element {\displaystyle {\boldsymbol {0}}\in V,} nazywany wektorem zerowym, że dla dowolnego {\displaystyle \mathbf {v} \in V} jest

{\displaystyle \mathbf {v} {\boldsymbol {+}}{\boldsymbol {0}}=\mathbf {v} .}
4. Dodawanie wektorów ma elementy przeciwne, tj. dla każdego {\displaystyle \mathbf {v} \in V} istnieje element {\displaystyle \mathbf {w} \in V,} nazywany wektorem przeciwnym do {\displaystyle \mathbf {v} ,} taki że

{\displaystyle \mathbf {v} {\boldsymbol {+}}\mathbf {w} ={\boldsymbol {0}}.}
5. Mnożenie przez skalar jest rozdzielne względem dodawania wektorów, tj. dla każdego {\displaystyle a\in K} oraz {\displaystyle \mathbf {v} ,\mathbf {w} \in V} jest

{\displaystyle a(\mathbf {v} {\boldsymbol {+}}\mathbf {w} )=a\mathbf {v} {\boldsymbol {+}}a\mathbf {w} .}
6. Mnożenie przez wektor jest rozdzielne względem dodawania skalarów:, tj. dla każdych {\displaystyle a,b\in K} oraz {\displaystyle \mathbf {v} \in V} zachodzi

{\displaystyle (a+b)\mathbf {v} =a\mathbf {v} {\boldsymbol {+}}b\mathbf {v} .}
7. Mnożenie przez skalar jest zgodne z mnożeniem skalarów, tj. dla dowolnych {\displaystyle a,b\in K} oraz {\displaystyle \mathbf {v} \in V} jest

{\displaystyle a(b\mathbf {v} )=(a\cdot b)\mathbf {v} .}
8. Jeśli 1 jest jedynką ciała {\displaystyle (K,+,\cdot ),} to dla dowolnego {\displaystyle \mathbf {v} \in V}

{\displaystyle 1\mathbf {v} =\mathbf {v} .}

Uwaga:
Pierwsze cztery warunki czynią z wektorów grupę abelową ze względu na dodawanie, kolejne dwa są prawami rozdzielności.

## Przestrzeń liniowa rzeczywista i zespolona
Def. Przestrzenią liniową rzeczywistą nazywa się przestrzeń liniową określoną nad ciałem liczb rzeczywistych, {\displaystyle K\equiv R.}
Def. Przestrzenią liniową zespoloną nazywa się przestrzeń liniową określoną nad ciałem liczb zespolonych {\displaystyle K\equiv C.}

## Informacje uzupełniające
(1) Formalnie przestrzeń liniowa nad ciałem {\displaystyle K} jest strukturą matematyczną {\displaystyle (V,K,+,\cdot ,{\boldsymbol {+}},{\boldsymbol {\cdot }}),} w której:
- {\displaystyle (V,{\boldsymbol {+}})} jest grupą abelową (aksjomaty 1–4),
- {\displaystyle (K,+,\cdot )} jest ciałem,

wyposażoną w działanie {\displaystyle {\boldsymbol {\cdot }}\colon K\times V\to V} (wyżej nieoznaczane) spełniające aksjomaty 5–8.
Wyżej przedstawione aksjomaty stanowią definicję modułu (nad pierścieniem {\displaystyle K}). W ten sposób przestrzeń liniową można zwięźle zdefiniować jako moduł nad ciałem (gdyż każde ciało jest pierścieniem; co więcej, wspomniany moduł jest wolny).
(2) Siódmy aksjomat nie opisuje łączności, gdyż obecne są w nim dwa różne działania: mnożenie przez skalar, {\displaystyle b\mathbf {v} ,} oraz mnożenie skalarów (z ciała), {\displaystyle a\cdot b.}
(3) Niektóre źródła zawierają również dodatkowe dwa aksjomaty domkniętości:
1. Przestrzeń {\displaystyle V} jest zamknięta ze względu na dodawanie wektorów,
jeżeli {\displaystyle \mathbf {u} ,\mathbf {v} \in V,} to {\displaystyle \mathbf {u} {\boldsymbol {+}}\mathbf {v} \in V.}
2. Przestrzeń {\displaystyle V} jest zamknięta ze względu na mnożenie przez skalar,
jeżeli {\displaystyle a\in K,\mathbf {v} \in V,} to {\displaystyle a\mathbf {v} \in V.}

Jednak zwykle działanie definiuje się jako odwzorowanie o przeciwdziedzinie {\displaystyle V,} co pociąga za sobą powyższe stwierdzenia i eliminuje potrzebę ich dodawania jako niezależnych aksjomatów.
(4) Aksjomaty domkniętości są zaś niezbędne do określenia, czy dany podzbiór przestrzeni liniowej jest jej podprzestrzenią.
(5) Wyrażenia postaci „{\displaystyle \mathbf {v} a}”, gdzie {\displaystyle \mathbf {v} \in V} oraz {\displaystyle a\in K,} ściśle rzecz ujmując, są nieokreślone. Jednakże z powodu przemienności w ciele skalarów wyrażenia „{\displaystyle a\mathbf {v} }” oraz „{\displaystyle \mathbf {v} a}” traktuje się jako tożsame. Jeżeli przestrzeń liniowa {\displaystyle V} jest algebrą nad ciałem {\displaystyle K,} to dla {\displaystyle \mathbf {v} \in V,\mathbf {w} \in V} oraz {\displaystyle a\in K} zachodzi {\displaystyle a\mathbf {v} \mathbf {w} =\mathbf {v} a\mathbf {w} ,} co usprawiedliwia traktowanie wyrażeń „{\displaystyle a\mathbf {v} }” i „{\displaystyle \mathbf {v} a}” jako reprezentacji tego samego wektora.
(6) Symbol {\displaystyle \cdot } pomija się często dla działania mnożenia w ciele, rezerwując go dla iloczynu skalarnego lub rezygnuje się z niego całkowicie, gdyż rodzaj mnożenia można zwykle jednoznacznie określić na podstawie rodzaju czynników.

## Podstawowe twierdzenia

Suma wektorów. Wektor v jest dodany do wektora w.

Mnożenie wektorów. Wektor v jest mnożony przez 2, a następnie dodany do w.

Następujące twierdzenia można wyprowadzić wprost z aksjomatów przestrzeni liniowych:
Tw. 1: Wektor zerowy {\displaystyle {\boldsymbol {0}}\in V} jest wyznaczony jednoznacznie, tj. jeżeli
{\displaystyle {\boldsymbol {0}}_{1}{\boldsymbol {+}}\mathbf {v} =\mathbf {v} } oraz {\displaystyle {\boldsymbol {0}}_{2}{\boldsymbol {+}}\mathbf {v} =\mathbf {v} ,}
to:
{\displaystyle {\boldsymbol {0}}_{1}={\boldsymbol {0}}_{2}={\boldsymbol {0}}}
Tw. 2: Mnożenie wektora zerowego przez skalar daje wektor zerowy, tj. dla dowolnego {\displaystyle a\in K} jest:
{\displaystyle a\,{\boldsymbol {0}}={\boldsymbol {0}}}
Tw. 3: Mnożenie skalarne wektora przez zero daje wektor zerowy, tj. dla każdego {\displaystyle \mathbf {v} \in V} zachodzi
{\displaystyle 0\,\mathbf {v} ={\boldsymbol {0}},}
gdzie {\displaystyle 0} – element neutralny dodawania w {\displaystyle K}
Tw. 4: Żadne inne mnożenie przez skalar nie daje zera, tj.
{\displaystyle a\mathbf {v} ={\boldsymbol {0}}}
wtedy i tylko wtedy, gdy
{\displaystyle a=0} lub {\displaystyle \mathbf {v} ={\boldsymbol {0}}}
Tw. 5: Wektor {\displaystyle {\boldsymbol {-}}\mathbf {v} } odwrotny względem dodawania do {\displaystyle \mathbf {v} } jest wyznaczony jednoznacznie, tzn. jeżeli
{\displaystyle \mathbf {w_{1}} ,\mathbf {w_{2}} } są odwrotnościami {\displaystyle \mathbf {v} \in V} takimi, że
{\displaystyle \mathbf {v} {\boldsymbol {+}}\mathbf {w_{1}} ={\boldsymbol {0}}} oraz {\displaystyle \mathbf {v} {\boldsymbol {+}}\mathbf {w_{2}} ={\boldsymbol {0}},}
to
{\displaystyle \mathbf {w_{1}} =\mathbf {w_{2}} }
Wektor {\displaystyle {\boldsymbol {-}}\mathbf {v} } nazywa się wektorem przeciwnym do {\displaystyle \mathbf {v} .}
Definicja (różnicy wektorów):
Różnicą wektora {\displaystyle \mathbf {u} } i wektora {\displaystyle \mathbf {v} } nazywa się wektor, który jest sumę wektora {\displaystyle \mathbf {u} } i wektora przeciwnego do wektora {\displaystyle \mathbf {v} ,} tj.
{\displaystyle \mathbf {u} {\boldsymbol {-}}\mathbf {v} =\mathbf {u} {\boldsymbol {+}}({\boldsymbol {-}}\mathbf {v} )}
Tw. 6: Mnożenie skalarne przez jednostkę ujemną daje wektor przeciwny, tj. dla każdego {\displaystyle \mathbf {v} \in V} mamy
{\displaystyle (-1)\mathbf {v} ={\boldsymbol {-}}\mathbf {v} ,}
gdzie {\displaystyle 1} oznacza element odwrotny względem mnożenia w {\displaystyle K.}
Tw. 7: Ujemność jest całkowicie przemienna, tj. dla każdego {\displaystyle a\in K} oraz {\displaystyle \mathbf {v} \in V} zachodzi
{\displaystyle (-a)\mathbf {v} =a({\boldsymbol {-}}\mathbf {v} )={\boldsymbol {-}}(a\mathbf {v} ).}

## Baza i wymiar przestrzeni liniowej

### Definicja powłoki liniowej
Część wspólna wszystkich podprzestrzeni zawierających dany zbiór wektorów {\displaystyle v_{1},v_{2},\dots ,v_{n}} nazywa się jego powłoką (liniową) lub otoczką (liniową).

### Definicja rozpinania przestrzeni przez zbiór wektorów
Mówi się, że dany zbiór wektorów {\displaystyle v_{1},v_{2},\dots ,v_{n}} rozpina przestrzeń liniową, jeżeli wszystkie inne wektory tej przestrzeni można otrzymać w wyniku dodawania i mnożenia przez skalar wektorów tego zbioru.

### Definicja liniowej niezależności wektorów
Jeżeli spośród wektorów {\displaystyle v_{1},v_{2},\dots ,v_{n}} rozpinających daną przestrzeń usunięcie któregokolwiek z nich powodowałoby, że z pozostałych nie dałoby się rozpiąć tej podprzestrzeni, to mówi się, że zbiór wektorów jest liniowo niezależny.

### Definicja bazy przestrzeni liniowej
Bazą przestrzeni {\displaystyle V} nazywa się liniowo niezależny zbiór wektorów {\displaystyle v_{1},v_{2},\dots ,v_{n},} który rozpina przestrzeń {\displaystyle V.}

### Twierdzenie o istnieniu bazy
Każda przestrzeń liniowa ma bazę.
Dowód:

Niech {\displaystyle {\cal {R}}} będzie rodziną liniowo niezależnych podzbiorów zbioru {\displaystyle V.} Rodzina ta jest uporządkowana relację inkluzji. Na mocy twierdzenia Hausdorffa w rodzinie {\displaystyle {\cal {R}}} istnieje nieprzedłużalny łańcuch {\displaystyle {\cal {L.}}} Suma {\displaystyle {\cal {B}}} tego łańcucha jest zbiorem liniowo niezależnym. Gdyby {\displaystyle {\cal {B}}} nie była bazą, istniałby wektor {\displaystyle v\in V} dla którego {\displaystyle {\mathcal {B^{\star }}}={\mathcal {B}}\cup \{v\}} byłby liniowo niezależny. Wtedy jednak {\displaystyle {\mathcal {L}}\cup \{{\mathcal {B}}^{\star }\}} byłby właściwym przedłużeniem łańcucha {\displaystyle {\cal {L,}}} co przeczyłoby jego maksymalności.

### Twierdzenie o równoliczności baz
Wszystkie bazy danej przestrzeni liniowej są równoliczne.
Dowód: Wynika to ze słabszego od aksjomatu wyboru lematu o istnieniu ultrafiltrów w algebrach Boole’a (BPI).

### Definicja wymiaru przestrzeni liniowej
Jeśli {\displaystyle V} jest przestrzenią liniową, to moc jej bazy nazywa się wymiarem przestrzeni {\displaystyle V}
Wymiar przestrzeni oznacza się symbolem {\displaystyle \dim V.}
Np. Wymiar rzeczywistej przestrzeni liniowej {\displaystyle \mathbb {R} ^{3},} czyli {\displaystyle \dim \mathbb {R} ^{3},} wynosi trzy, gdyż każdy element tej przestrzeni daje się przedstawić jako kombinacja wektorów należących np. do zbioru {\displaystyle \{(1,0,0),(0,1,0),(0,0,1)\}}.
Uwaga:
Istnieją przestrzenie liniowe, dla których nie można wskazać żadnej bazy, ale przy założeniu aksjomatu wyboru wiadomo, że ona istnieje.

### Twierdzenie Andreasa Blassa (1984 r.)
Istnienie bazy każdej przestrzeni liniowej jest równoważne z aksjomatem wyboru.

## Definicja podprzestrzeni
Definicja 1:
Niepusty podzbiór {\displaystyle W} przestrzeni liniowej {\displaystyle V} zamknięty ze względu na dodawanie i mnożenie skalarne nazywa się podprzestrzenią tej przestrzeni, przy czym:
1. przestrzeń {\displaystyle W} jest zamknięta ze względu na dodawanie wektorów,
jeżeli {\displaystyle \mathbf {u} ,\mathbf {v} \in W,} to {\displaystyle \mathbf {u} {\boldsymbol {+}}\mathbf {v} \in W}
2. przestrzeń {\displaystyle W} jest zamknięta ze względu na mnożenie przez skalar,
jeżeli {\displaystyle a\in K,\mathbf {v} \in W,} to {\displaystyle a\mathbf {v} \in W.}

Definicja 2 (równoważna)
Podzbiory przestrzeni, które same są przestrzeniami liniowymi nazywa się podprzestrzeniami liniowymi (nad tym samym ciałem).
Wynika stąd, że:
Baza podprzestrzeni i jej wymiar są zadane przez bazę i wymiar tego zbioru, traktowanego jako niezależna przestrzeń liniowa.

## Przekształcenia liniowe
Dla danych dwóch przestrzeni liniowych {\displaystyle V} oraz {\displaystyle W} nad tym samym ciałem {\displaystyle K} można zdefiniować przekształcenia liniowe lub odwzorowania liniowe z {\displaystyle V} do {\displaystyle W.} Są to funkcje {\displaystyle f\colon V\to W} zachowujące ich struktury, tzn. zachowujące sumy wektorów i iloczyny wektorów przez skalary. Zbiór wszystkich przekształceń liniowych z {\displaystyle V} do {\displaystyle W,} oznaczany {\displaystyle \operatorname {Hom} _{K}(V,W),} sam stanowi przestrzeń liniową nad {\displaystyle K.} Jeżeli dane są bazy {\displaystyle V} i {\displaystyle W,} przekształcenia liniowe można wyrazić w pojęciach składowych za pomocą macierzy nazywanych macierzami przekształceń liniowych.
Izomorfizm to przekształcenie liniowe {\displaystyle f\colon V\to W,} które jest jednocześnie bijekcją przestrzeni {\displaystyle V} na przestrzeń {\displaystyle W.} Jeśli istnieje izomorfizm między {\displaystyle V} a {\displaystyle W,} to mówi się, że przestrzenie te są izomorficzne, jako że przestrzenie liniowe mają tę samą strukturę.
Jak wspomniano wcześniej, wymiar przestrzeni jest niezmiennikiem izomorfizmu: otóż jeśli {\displaystyle \{x_{i}\colon \;i\in I\}} jest bazą przestrzeni {\displaystyle V,} to {\displaystyle \{f(x_{i})\colon \;i\in I\}} jest bazą przestrzeni {\displaystyle W.} Okazuje się, że nie ma innych niezmienników izomorfizmów. Wszystkie przestrzenie {\displaystyle n}-wymiarowe nad ciałem {\displaystyle K} są izomorficzne, tj. izomorficzne z przestrzenią współrzędnych {\displaystyle K^{n}.} Konsekwencją tego twierdzenia jest możliwość badania przestrzeni liniowych skończonego wymiaru za pomocą metod właściwych przestrzeniom współrzędnych, znajdując uprzednio izomorfizm między tymi przestrzeniami.
Izomorfizmy między dowolnymi przestrzeniami liniowymi wyznaczone jednoznacznie są tylko w dwóch przypadkach szczególnych: gdy {\displaystyle V=W=\{{\boldsymbol {0}}\}} lub gdy {\displaystyle V,W} są jednowymiarowymi przestrzeniami nad ciałem dwuelementowym. Niekiedy między przestrzeniami liniowymi istnieją izomorfizmy niezależne od jakichkolwiek wyborów (np. wyborów baz). O takich izomorfizmach mówi się, że są kanoniczne bądź naturalne. Przykładem izomorfizmu kanonicznego przestrzeni będących iloczynami tensorowymi przestrzeni, odpowiednio {\displaystyle V} i {\displaystyle W} oraz {\displaystyle W} i {\displaystyle V,} jest odwzorowanie {\displaystyle \mathbf {v} \otimes \mathbf {w} \mapsto \mathbf {w} \otimes \mathbf {v} } dla {\displaystyle \mathbf {v} \in V,\;\mathbf {w} \in W.}
Przestrzenie liniowe nad ustalonym ciałem {\displaystyle K} wraz z przekształceniami liniowymi są kategorią abelową.

## Iloczyn przestrzeni liniowych
Jeśli {\displaystyle V,W} są przestrzeniami liniowymi nad tym samym ciałem {\displaystyle K,} to w iloczynie kartezjańskim {\displaystyle V\times W} można wprowadzić strukturę przestrzeni liniowej, definiując działania dodawania wektorów i mnożenia wektora przez skalar w następujący sposób:
{\displaystyle (\mathbf {v_{1}} ,\mathbf {w_{1}} )\oplus (\mathbf {v_{2}} ,\mathbf {w_{2}} )=(\mathbf {v_{1}} {\boldsymbol {+}}\mathbf {v_{2}} ,\mathbf {w_{1}} {\boldsymbol {+}}\mathbf {w_{2}} ),}
{\displaystyle a\odot (\mathbf {v_{1}} ,\mathbf {w_{1}} )=(a\mathbf {v_{1}} ,a\mathbf {w_{1}} ),}
dla {\displaystyle (\mathbf {v_{1}} ,\mathbf {w_{1}} ),(\mathbf {v_{2}} ,\mathbf {w_{2}} )\in V\times W,\;a\in K.}
Analogicznie określa się iloczyn przestrzeni {\displaystyle V_{1},\dots ,V_{n}.}

## Dodatkowe struktury
Przestrzeń liniowa jest wzbogacana o dodatkowe struktury.

### Przestrzeń liniowa z topologią
Definiuje się dodatkowo topologię w przestrzeni liniowej. W szczególności otrzyma się przestrzeń liniowo-topologiczną, jeśli działania dodawania wektorów i mnożenie przez skalar są ciągłe. Topologia określona na przestrzeni liniowej umożliwia wprowadzenie struktury jednostajnej. Jeśli przestrzeń ma nieskończony wymiar, to można na niej określić więcej niż jedną nierównoważną normę.

### Przestrzeń unormowana
Przestrzeń unormowana to przestrzeń liniowa nad ciałem {\displaystyle K\equiv R} lub {\displaystyle K\equiv C} z dodatkowo zdefiniowaną normą, która określa długość wektorów.

### Przestrzeń unitarna
Przestrzeń unitarna (prehilbertowska) to przestrzeń liniowa z dodatkowo zdefiniowanym iloczynem skalarnym dla wektorów.

### Przestrzeń Banacha / przestrzeń Hilberta
Przestrzeń unormowana / unitarna, zupełna ze względu na metrykę generowaną przez normę/normę pochodzącą od iloczynu skalarnego to przestrzeń Banacha/przestrzeń Hilberta.
Np. w mechanice kwantowej wektor stanu układu definiuje się jako wektor w przestrzeni Hilberta.

### Przestrzenie liniowo-topologiczne
Wszystkie powyższe przestrzenie są szczególnymi rodzajami przestrzeni liniowo-topologicznych, to znaczy przestrzeni liniowych (ciałem liczb R lub C) wyposażonych w topologię zgodną z jej strukturą liniową, czyli taką, w której dodawanie i mnożenie przez skalar są ciągłe.
Szerszą klasyfikację tych przestrzeni omówiono w artykule przestrzenie liniowo-topologiczne. W przestrzeniach tych wprowadza się pojęcie zbieżności (za pomocą topologii, metryki, normy), oraz rozważa się sumę nieskończonej liczby wektorów (tzw. szeregi).

### Algebra nad ciałem
Algebra nad ciałem to przestrzeń liniowa z dodatkowym działaniem dwuliniowym określającym mnożenie dwóch wektorów.

### Uporządkowana przestrzeń liniowa
Uporządkowana przestrzeń liniowa to przestrzeń liniowa z wprowadzonym w sposób zgodny ze strukturą przestrzeni porządkiem częściowym wektorów.

## Uogólnienia
Z abstrakcyjnego punktu widzenia przestrzenie liniowe są modułami nad ustalonym ciałem {\displaystyle K.} Dużą część algebry liniowej można uprawiać, opierając się wyłącznie na tej strukturze. Częsta praktyka utożsamiania {\displaystyle a\mathbf {v} } oraz {\displaystyle \mathbf {v} a} w przestrzeniach liniowych prowadzi do pojęcia {\displaystyle K{\text{-}}K} bimodułu. W ogólności moduły nie muszą mieć baz; te, które je mają (włączając w to wszystkie przestrzenie liniowe), nazywa się modułami wolnymi.
Rodzina przestrzeni liniowych sparametryzowana w sposób ciągły za pomocą związanej z nią przestrzeni topologicznej nazywa się wiązką wektorową.
Przestrzeń afiniczna jest zbiorem z przechodnim działaniem przestrzeni liniowej na sobie. Warto zauważyć, że przestrzeń liniowa jest przestrzenią afiniczną nad sobą przez odwzorowanie strukturalne
{\displaystyle \Theta \colon V^{2}\to V,\;(\mathbf {a} ,\mathbf {b} )\mapsto \mathbf {a} {\boldsymbol {-}}\mathbf {b} .}

## Alternatywny zestaw aksjomatów
Aksjomaty 3. i 4. można zastąpić następującym aksjomatem 9.:
Dla dowolnych {\displaystyle \mathbf {u} ,\,\mathbf {v} \in V} zachodzi {\displaystyle 0\mathbf {u} =0\mathbf {v} .}
Poniższy dowód równoważności pochodzi z A Note on the Independence of the Axioms for a Vector Space A. J. van der Poortena.
Przy założeniu aksjomatów 1. i 2. oraz 5.–9. mamy
{\displaystyle 0\mathbf {u} +\mathbf {v} =0\mathbf {v} +\mathbf {v} =0\mathbf {v} +1\mathbf {v} =(0+1)\mathbf {v} =1\mathbf {v} =\mathbf {v} } oraz
{\displaystyle \mathbf {u} +(-1)\mathbf {u} =1\mathbf {u} +(-1)\mathbf {u} =(1+(-1))\mathbf {u} =0\mathbf {u} ,}
skąd wynika, że {\displaystyle 0\mathbf {u} } jest elementem neutralnym i {\displaystyle (-1)\mathbf {u} } jest elementem przeciwnym do {\displaystyle \mathbf {u} .}
Natomiast przy założeniu aksjomatów 1.–8. jest
{\displaystyle {\begin{aligned}0\mathbf {u} +\mathbf {v} &=\mathbf {0} +(0\mathbf {u} +\mathbf {v} )\\&=(\mathbf {0} +0\mathbf {u} )+\mathbf {v} \\&=((\mathbf {u} +(-\mathbf {u} ))+0\mathbf {u} )+\mathbf {v} \\&=((\mathbf {u} +0\mathbf {u} )+(-\mathbf {u} ))+\mathbf {v} \\&=((1\mathbf {u} +0\mathbf {u} )+(-\mathbf {u} ))+\mathbf {v} \\&=((1+0)\mathbf {u} +(-\mathbf {u} ))+\mathbf {v} \\&=(1\mathbf {u} +(-\mathbf {u} ))+\mathbf {v} \\&=(\mathbf {u} +(-\mathbf {u} ))+\mathbf {v} \\&=\mathbf {0} +\mathbf {v} \\&=\mathbf {v} \end{aligned}}}
A więc w szczególności {\displaystyle \mathbf {0} =0\mathbf {u} +\mathbf {0} =0\mathbf {u} } dla dowolnego {\displaystyle \mathbf {u} \in V,} a zatem zachodzi 9.